# Scomparsa dell'Hawaii Clipper
L'Hawaii Clipper è stato uno dei tre idrovolanti Martin M-130 della Pan American Airways. Scomparve con sei passeggeri e nove membri dell'equipaggio in rotta da Guam a Manila il 28 luglio 1938.

## Servizio transpacifico
Pan American avviò il servizio di posta aerea transpacifica il 22 novembre 1935 iniziando al contempo a trasportare passeggeri nell'ottobre 1936. Il servizio di idrovolanti tra la baia di San Francisco e la baia di Manila richiedeva circa 60 ore di volo in sei giorni, con fermate intermedie a Pearl Harbor, l'atollo di Midway, Wake Island e Guam. Il volo, identificato come 229, decollò per la prima volta da Alameda, in California.

## Sparizione
L'idrovolante partì da Guam per l'ultima tappa del viaggio in direzione ovest alle 11:39 ora locale del 28 luglio 1938. L'ultimo contatto radio avvenne 3 ore e 27 minuti dopo, quando l'aereo riferì di stare passando attraverso strati di nuvole e aria moderatamente agitata per 565 miglia (909 km) dalla costa filippina.
La nave da trasporto dell'esercito americano USAT Meigs trovò una chiazza di petrolio lungo la rotta dell'aereo perduto a circa 500 miglia (800 km) da Manila e prelevò alcuni campioni dalle acque dopo essersi fermata per indagare. La ricerca dell'aereo fu interrotta il 5 agosto 1938. Successivi test sui campioni di olio raccolti dalla Meigs non indicarono alcun collegamento con l'aereo. Le moderne ricostruzioni degli eventi e le tecniche di campionamento dell'olio hanno portato alcuni a concludere che il test sul carburante scoperto nel Pacifico tropicale, rispetto ai campioni di San Francisco, non è stato decisivo nell'escludere un collegamento con una chiazza di petrolio trovata vicino all'ultima posizione stimata in base alle correnti oceaniche.
L'Hawaii Clipper fu il primo dei primi tre idrovolanti a lungo raggio ad andare perduto. Fu il peggior incidente aereo del Pacifico all'epoca, anche se in numero delle vittime crebbe quando gli altri due idrovolanti Martin M-130 si schiantarono. L'incidente del Philippine Clipper del 1943 uccise 19 persone e altre 23 morirono quando il China Clipper si schiantò nel 1945.
Alcuni credettero che l'Hawaii Clipper fosse stato dirottato dall'esercito giapponese e portato a Truk Lagoon negli Stati Federati di Micronesia, dove i passeggeri e l'equipaggio sarebbero stati giustiziati, dopo di che il Martin sarebbe stato successivamente portato in Giappone per essere decodificato. Un gruppo di investigatori, tra cui ex ufficiali dell'intelligence navale, si recarono a Truk in cerca di prove, senza però trovarne.